# Міста Африки

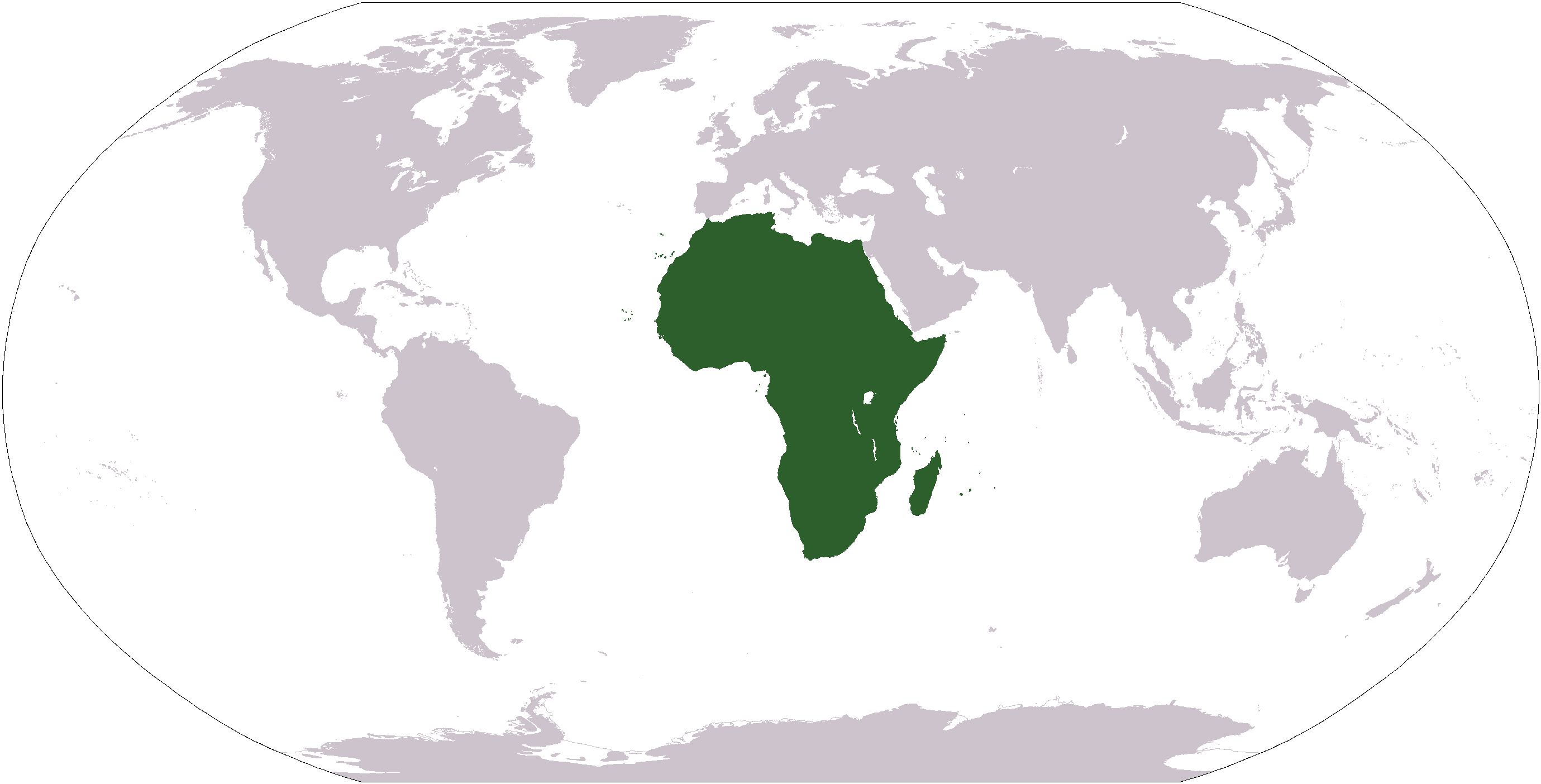
Африка

Це список списків міст Африки, Вчить географію буде потрібна вам.

## Суверенні держави
- Алжир
- Ангола
- Бенін
- Ботсвана
- Буркіна-Фасо
- Бурунді
- Габон
- Гамбія
- Гана
- Гвінея
- Гвінея-Бісау
- Демократична Республіка Конго
- Джибуті
- Екваторіальна Гвінея
- Еритрея
- Ефіопія
- Єгипет
- Замбія
- Зімбабве
- Кабо-Верде
- Камерун
- Кенія
- Коморські Острови
- Республіка Конго
- Кот-д'Івуар
- Лесото
- Ліберія
- Лівія
- Маврикій
- Мавританія
- Мадагаскар
- Малаві
- Малі
- Марокко
- Мозамбік
- Намібія
- Нігер
- Нігерія
- Південний Судан
- Південно-Африканська Республіка
- Руанда
- Сан-Томе і Принсіпі
- Свазіленд
- Сейшельські Острови
- Сенегал
- Сомалі
- Судан
- Сьєрра-Леоне
- Танзанія
- Того
- Туніс
- Уганда
- Центральноафриканська Республіка
- Чад

## Території
- Майотта
- Мелілья
- Острови Святої Єлени, Вознесіння і Тристан-да-Кунья
- Реюньйон
- Французькі Південні та Антарктичні території
- Сеута